# Volme-, Nahmer- und Lennetalschluchten
Die Volme-, Nahmer- und Lennetalschluchten sind eine naturräumliche Einheit mit der Ordnungsnummer 3361.2 und umfassen laut dem Handbuch der naturräumlichen Gliederung Deutschlands die Haupt- und Nebentäler der Volme zwischen Lüdenscheid-Oberbrügge und Hagen-Dahl (einschließlich des Hälvertals zwischen Halver und Schalksmühle), des Nahmerbachs zwischen der Quelle bei Schalksmühle-Sonnenscheid und Hagen-Hohenlimburg und der Lenne zwischen Altena und Nachrodt-Wiblingwerde (einschließlich des Rahmedetals zwischen Lüdenscheid und Altena und dem Nettetal). Der Stadtkern von Hohenlimburg südlich der Lenne liegt ebenfalls im Naturraum.
Sie sind Bestandteil des Altenaer Sattels (3361.0-5), der jenseits der strengen hierarchischen Gliederung der Naturräume als Zwischeneinheit sechs der neun Naturräume (eben 3361.0 bis 3361.5) und damit zwei Drittel der Fläche der Haupteinheit Märkisches Oberland zu einer geologischen Einheit zusammenfasst.
Die Schluchten sind tief in die Rumpfhochflächen des Märkischen Oberlands (3361) eingeschnitten und reich gegliedert. Die Schluchttalsysteme besitzen schroffe Hänge, durchschneiden mit zahlreichen Seitenkerben vielfach den Remscheid-Altenaer Sattel und weisen steile Böschungen mit meist über 20° Neigung mit spärlichen Bodendecken auf. Die Hangsporne sind scharf zugeschnitten, an den Füßen der Hänge befindet sich grober Hangschutt. Geologisch sind die Schluchten vorwiegend in dem Grauwackensandsteinen und Flaserschiefern der Mühlenberg-, Höbrecker- und Hohenhofer Schichten des Eifeliums eingerissen.
In den engen Tälern wachsen bodenständige Schluchtwälder, an den Hängen dominieren Eichenwälder oder Eichen-Buchen Mischwälder.
Die Schluchten unterscheiden sich klimatisch von den Hülscheider Hochflächen (3361.3), der Breckerfelder Hochfläche (3361.2), der Ihmerthochfläche (3361.4) und den Halver-Lüdenscheider Hochflächen (3361.6), in denen sie eingeschnitten sind. Sie sind verglichen mit ihnen windgeschützt und milder, dafür aber auch schattig-feucht und anfällig für Bodennebel, der nach kalten Strahlungsnächten aufgrund der Abzugsbahnen von oben einströmenden Kaltluft entsteht. Die gewundenen Talsohlen sind unterschiedlich breit und streckenweise von Diabasgängen oder Quarzitbänken stark eingeengt. Der Grund besteht aus Schottern, die aufgrund von Hochfluten mit Lehmen überdeckt sind. Das starke Gefälle der Fließgewässer hat die Ansiedlung protoindustrieller Wassermühlen und Hammerwerke begünstigt, aus denen sich die reichhaltige Kleineisenindustrie der Region entwickelte.
Neben der Volme, dem Nahmerbach und der Lenne gehören die Täler folgender Fließgewässer zu dem Naturraum:
- Volme

- Linnepe unterhalb von Schloss Oedenthal
- Hälver unterhalb der Heesfelder Mühle und Schlechtenbach/Bräumke unterhalb von Mittelcarthausen
- Glör unterhalb der Glörtalsperre
- Sterbecke unterhalb der Rölveder Mühle
- Epscheider Bach mit den Quellbächen Saure Epscheid, Süße Epscheid und dem Langscheider Bach am Krägeloher Berg
- Asmecke und Rumscheider Bach bei Hagen-Dahl
- Hamperbach unterhalb der Hampermühle

- Nahmer

- Mesekendahler Bach
- Nimmerbach

- Lenne

- Biesenbergbach
- Rahmede unterhalb von Lüdenscheid-Rathmecke
- Nette unterhalb von Dahle
- Brachtenbecke
- Opperhusener Bach
- Kreinberger Bach
- Lasbecker Bach
- Ossenbecke
- Selbecke
- Ferbecke
- Wesselbach
- Holthauser Bach

## Naturräumliche Gliederung
Die Volme-, Nahmer- und Lennetalschluchten untergliedern sich wie folgt in die kleinteiligeren Naturräume:
- 3361.2 Volme-, Nahmer- und Lennetalschluchten

- 3361.20 Dahler Volmeschlucht
- 3361.21 Nahmerschlucht
- 3361.22 Altenaer Lenneschlucht